# Törőcsik András
Törőcsik András (Budapest, 1955. május 1. – Budapest, 2022. július 9.) válogatott labdarúgó, csatár.
Cselezése, helyzetfelismerése, ritmusváltásai és robbanékonysága nemzetközi szinten is kiugró karrierre predesztinálták, de – sokszor külső tényezők hatására – lehetőségeinek csak töredékét sikerült megvalósítania. Sokak szerint tündöklő legenda, az utolsó magyar futballzseni. Pályafutását két nagy törés hátráltatta, az 1978-as argentínai világbajnokságon történt kiállítása, valamint az 1979-es súlyos autóbalesete következtében csípőízületi töréses ficamot szenvedett, amely miatt nem tudott eleget tenni a világválogatotti meghívásnak. Többször került fel a France Football Aranylabda-szavazásának listájára (legjobb eredménye 9. hely), éveken keresztül volt Magyarország és klubcsapata, az Újpesti Dózsa egyik legnépszerűbb labdarúgója. Egyéni megoldásait, fifikás trükkjeit pályafutása befejezése után is emlegetik a szurkolók. Harmincévesen külföldre szerződött és a Montpellier játékosa lett. 1988-ban hazatérése után a Volán SC-ben, aztán Kanadában teremfutball-csapatokban játszott. Az MTK-VM csapatában a Verebes-korszakban játszott, és ott fejezte be egy súlyos sérülés miatt a vártnál sokkal korábban a pályafutását.
Virtuóz játéka kapcsán született a legendás „Táncolj, Törő!” rigmus. Legkedvesebb barátja Ebedli Zoltán volt, a Ferencváros csapatából.

## Pályafutása

### Klubcsapatokban
12 évesen a BVSC-ben kezdte a labdarúgást. Tehetségére hamar felfigyeltek és 1974-ben, 19 évesen leigazolta az Újpesti Dózsa. Itt háromszoros magyar bajnok és kupagyőztes lett. Ekkoriban született a szurkolói dal: „Az Újpest pályán egy csillag ragyog / Tőrőnek hívják a csillagot, / Az Újpest-tábor kedvence Ő / előre Lilák és Táncolj Törő.” Az 1983-84-es Kupagyőztesek Európa-kupája szezonban a negyeddöntőig jutottak, ahol csak az előző évi győztes skót Aberdeen FC csapatával szemben maradtak alul. 1985–86-ban egy idényt a francia Montpellier csapatában játszott. 1986–87-ben kanadai teremlabdarúgó-csapatokban szerepelt (Toronto, North York Rockets). Hazatérése után, 1987 tavaszán előbb a Bp. Honvédhoz igazolt, ám ott egyetlen mérkőzésen sem kapott lehetőséget. Ezután előbb a másodosztályú Volán SC, majd az első osztályban Verebes-féle MTK-VM játékosa lett, azonban utóbbi klubjában a második meccsen, a Tatabánya elleni összecsapáson lesérült, és többször nem is lépett pályára.

### A válogatottban
1976 és 1984 között 45 alkalommal szerepelt a magyar válogatottban és 12 gólt szerzett. Részt vett az 1978-as argentínai és az 1982-es spanyolországi labdarúgó-világbajnokságon. Egy 2015. június 27-én, a Népszavában megjelent ujságcikk szerint: „Az ő tehetségéhez mérhető játékosok valódi kibontakozását erőteljesen hátráltatta a hazai labdarúgás állapota és légköre.… Az "újpesti Maradona" kudarca a magyar futballé.”

### Visszavonulása után
Harmincnégy évesen fejezte be labdarúgó pályafutását, miután 1989-ben már az MTK-VM játékosaként egy bajnoki mérkőzésen, az ellenfél szabálytalankodó játékosa, a tatabányai Udvardi Endre, egy szerencsétlen belépőt követően eltörte a lábát. Udvardi később egy rádiós nyilatkozatban elismerte, hogy mozdulata ugyan nem volt szándékos csak egy szerencsétlen belépő, azonban a szurkolók között sokáig viselte a ráragasztott „mészáros” jelzőt.  Visszavonulása után az örökös Újpest-VIP-bérletének tulajdonosaként járt ki az újpesti csapat hazai mérkőzéseire. Ugyanígy 1985. június 13-án született Attila fia meccseinek hűséges nézője is. 2014-ben a Merényi Gusztáv Kórházban operálták, életmentő műtétét követően a berceli Rózsák Völgye Szociális Otthonban volt rehabilitációs kezelésen. 2016-ban összefogtak az MTK és az Újpest szurkolói a beteg labdarúgó megsegítésére. Két agyműtétjét követően új helyen, Budakeszin a Honvéd Rehabilitációs Intézetben ápolták, ahol mindent elkövettek, hogy minél jobb fizikai állapotba kerüljön, szeretett volna teljesen felgyógyulni. 2019-ben jelent meg ifj. Dunai Ede író Törő visszatér című könyve az Aposztróf Kiadó gondozásában, amelyben Törőcsik András szemüvegén keresztül ismerheti meg az olvasó a pályafutását.

## Sikerei, díjai
- Magyar bajnokság
  - bajnok: 1974–75, 1977–78, 1978–79
  - 2.: 1976–77, 1979–80
  - 3.: 1975–76
- Magyar Népköztársasági Kupa (MNK)
  - győztes: 1975, 1982, 1983
- Kupagyőztesek Európa-kupája (KEK)
  - negyeddöntős: 1983–84

## Statisztika

### Mérkőzései a válogatottban
| Magyarország | Magyarország         | Magyarország                                    | Magyarország  | Magyarország | Magyarország  | Magyarország  | Magyarország | Magyarország |
| #            | Dátum                | Helyszín                                        | Hazai         | Eredmény     | Vendég        | Kiírás        | Gólok        | Esemény      |
| ------------ | -------------------- | ----------------------------------------------- | ------------- | ------------ | ------------- | ------------- | ------------ | ------------ |
| 1.           | 1976. október 13.    | Bécs, Práter stadion                            | Ausztria      | 2 – 4        | Magyarország  | barátságos    | -            |              |
| 2.           | 1977. február 9.     | Lima                                            | Peru          | 3 – 2        | Magyarország  | barátságos    | 1            | 13' 70'      |
| 3.           | 1977. február 22.    | Puebla                                          | Mexikó        | 1 – 1        | Magyarország  | barátságos    | 1            | 38' 86'      |
| 4.           | 1977. február 27.    | Buenos Aires, Boca Juniors Stadion              | Argentína     | 5 – 1        | Magyarország  | barátságos    | -            |              |
| 5.           | 1977. október 5.     | Budapest, Népstadion                            | Magyarország  | 4 – 3        | Jugoszlávia   | barátságos    | 2            | 43' 68'      |
| 6.           | 1977. október 12.    | Budapest, Népstadion                            | Magyarország  | 3 – 0        | Svédország    | barátságos    | 1            | 79'          |
| 7.           | 1977. október 29.    | Budapest, Népstadion                            | Magyarország  | 6 – 0        | Bolívia       | vb-selejtező  | 1            | 19'          |
| 8.           | 1977. november 9.    | Prága, Letná-stadion                            | Csehszlovákia | 1 – 1        | Magyarország  | barátságos    | -            |              |
| 9.           | 1977. november 30.   | La Paz                                          | Bolívia       | 2 – 3        | Magyarország  | vb-selejtező  | 1            | 38'          |
| 10.          | 1978. április 15.    | Budapest, Népstadion                            | Magyarország  | 2 – 1        | Csehszlovákia | barátságos    | -            |              |
| 11.          | 1978. május 24.      | London, Wembley Stadion                         | Anglia        | 4 – 1        | Magyarország  | barátságos    | -            |              |
| 12.          | 1978. június 2.      | Buenos Aires, Estadio Monumental                | Argentína     | 2 – 1        | Magyarország  | vb-csoportkör | -            | 87′          |
| 13.          | 1978. június 10.     | Mar del Plata, Estadio José Maria Minella (ARG) | Franciaország | 3 – 1        | Magyarország  | vb-csoportkör | -            |              |
| 14.          | 1979. március 28.    | Budapest, Népstadion                            | Magyarország  | 3 – 0        | NDK           | barátságos    | 1            | 16'          |
| 15.          | 1979. április 4.     | Chorzów, Slask-stadion                          | Lengyelország | 1 – 1        | Magyarország  | barátságos    | -            |              |
| 16.          | 1979. május 2.       | Budapest, Népstadion                            | Magyarország  | 0 – 0        | Görögország   | Eb-selejtező  | -            |              |
| 17.          | 1979. május 19.      | Tbiliszi                                        | Szovjetunió   | 2 – 2        | Magyarország  | Eb-selejtező  | -            |              |
| 18.          | 1980. március 26.    | Budapest, Népstadion                            | Magyarország  | 2 – 1        | Lengyelország | barátságos    | 1            | 22' 80'      |
| 19.          | 1980. április 30.    | Kassa                                           | Csehszlovákia | 1 – 0        | Magyarország  | barátságos    | -            |              |
| 20.          | 1980. május 31.      | Budapest, Népstadion                            | Magyarország  | 3 – 1        | Skócia        | barátságos    | 2            | 6' 69'       |
| 21.          | 1980. június 4.      | Budapest, Népstadion                            | Magyarország  | 1 – 1        | Ausztria      | barátságos    | -            |              |
| 22.          | 1980. augusztus 27.  | Budapest, Népstadion                            | Magyarország  | 1 – 4        | Szovjetunió   | barátságos    | -            |              |
| 23.          | 1980. november 19.   | Halle, Kurt-Wabbel-Stadion                      | NDK           | 2 – 0        | Magyarország  | barátságos    | -            |              |
| 24.          | 1981. április 28.    | Luzern, Allmend-stadion                         | Svájc         | 2 – 2        | Magyarország  | vb-selejtező  | -            |              |
| 25.          | 1981. május 13.      | Budapest, Népstadion                            | Magyarország  | 1 – 0        | Románia       | vb-selejtező  | -            |              |
| 26.          | 1981. május 20.      | Oslo, Ullevaal Stadion                          | Norvégia      | 1 – 2        | Magyarország  | vb-selejtező  | -            | 66'          |
| 27.          | 1981. június 6.      | Budapest, Népstadion                            | Magyarország  | 1 – 3        | Anglia        | vb-selejtező  | -            |              |
| 28.          | 1981. szeptember 23. | Bukarest, Augusztus 23. Stadion                 | Románia       | 0 – 0        | Magyarország  | vb-selejtező  | -            | 61'          |
| 29.          | 1981. október 14.    | Budapest, Népstadion                            | Magyarország  | 3 – 0        | Svájc         | vb-selejtező  | -            |              |
| 30.          | 1981. október 31.    | Budapest, Népstadion                            | Magyarország  | 4 – 1        | Norvégia      | vb-selejtező  | -            |              |
| 31.          | 1981. november 18.   | London, Wembley Stadion                         | Anglia        | 1 – 0        | Magyarország  | vb-selejtező  | -            |              |
| 32.          | 1982. február 11.    | Auckland, Smart-stadion                         | Új-Zéland     | 1 – 2        | Magyarország  | barátságos    | -            | 70'          |
| 33.          | 1982. március 24.    | Budapest, Népstadion                            | Magyarország  | 2 – 3        | Ausztria      | barátságos    | -            |              |
| 34.          | 1982. június 15.     | Elche, Nueva Estadio (ESP)                      | Magyarország  | 10 – 1       | Salvador      | vb-csoportkör | -            | 56'          |
| 35.          | 1982. június 22.     | Elche, Nueva Estadio (ESP)                      | Belgium       | 1 – 1        | Magyarország  | vb-csoportkör | -            |              |
| 36.          | 1982. október 6.     | Párizs, Parc des Princes                        | Franciaország | 1 – 0        | Magyarország  | barátságos    | -            | 68'          |
| 37.          | 1983. március 27.    | Luxembourg                                      | Luxemburg     | 2 – 6        | Magyarország  | Eb-selejtező  | -            | 73'          |
| 38.          | 1983. április 13.    | Coimbra, Municipal-stadion                      | Portugália    | 0 – 0        | Magyarország  | barátságos    | -            | 69'          |
| 39.          | 1983. április 27.    | London, Wembley Stadion                         | Anglia        | 2 – 0        | Magyarország  | Eb-selejtező  | -            | 69'          |
| 40.          | 1983. június 1.      | Koppenhága, Idraets Park                        | Dánia         | 3 – 1        | Magyarország  | Eb-selejtező  | -            | 79'          |
| 41.          | 1983. október 26.    | Budapest, Népstadion                            | Magyarország  | 1 – 0        | Dánia         | Eb-selejtező  | -            | 75'          |
| 42.          | 1983. december 3.    | Szaloniki, Kaftanzoglu-stadion                  | Görögország   | 2 – 2        | Magyarország  | Eb-selejtező  | 1            | 40'          |
| 43.          | 1984. január 18.     | Cádiz, Ramón de Carranza Stadion                | Spanyolország | 0 – 1        | Magyarország  | barátságos    | -            |              |
| 44.          | 1984. augusztus 22.  | Budapest, Népstadion                            | Magyarország  | 3 – 0        | Svájc         | barátságos    | -            | 64'          |
| 45.          | 1984. augusztus 25.  | Budapest, Népstadion                            | Magyarország  | 0 – 2        | Mexikó        | barátságos    | -            | 46'          |
|              | Összesen             |                                                 |               | 45           | mérkőzés      |               | 12           | gól          |

## Magánélete
A budapesti Teleki Blanka Gimnáziumban érettségizett.

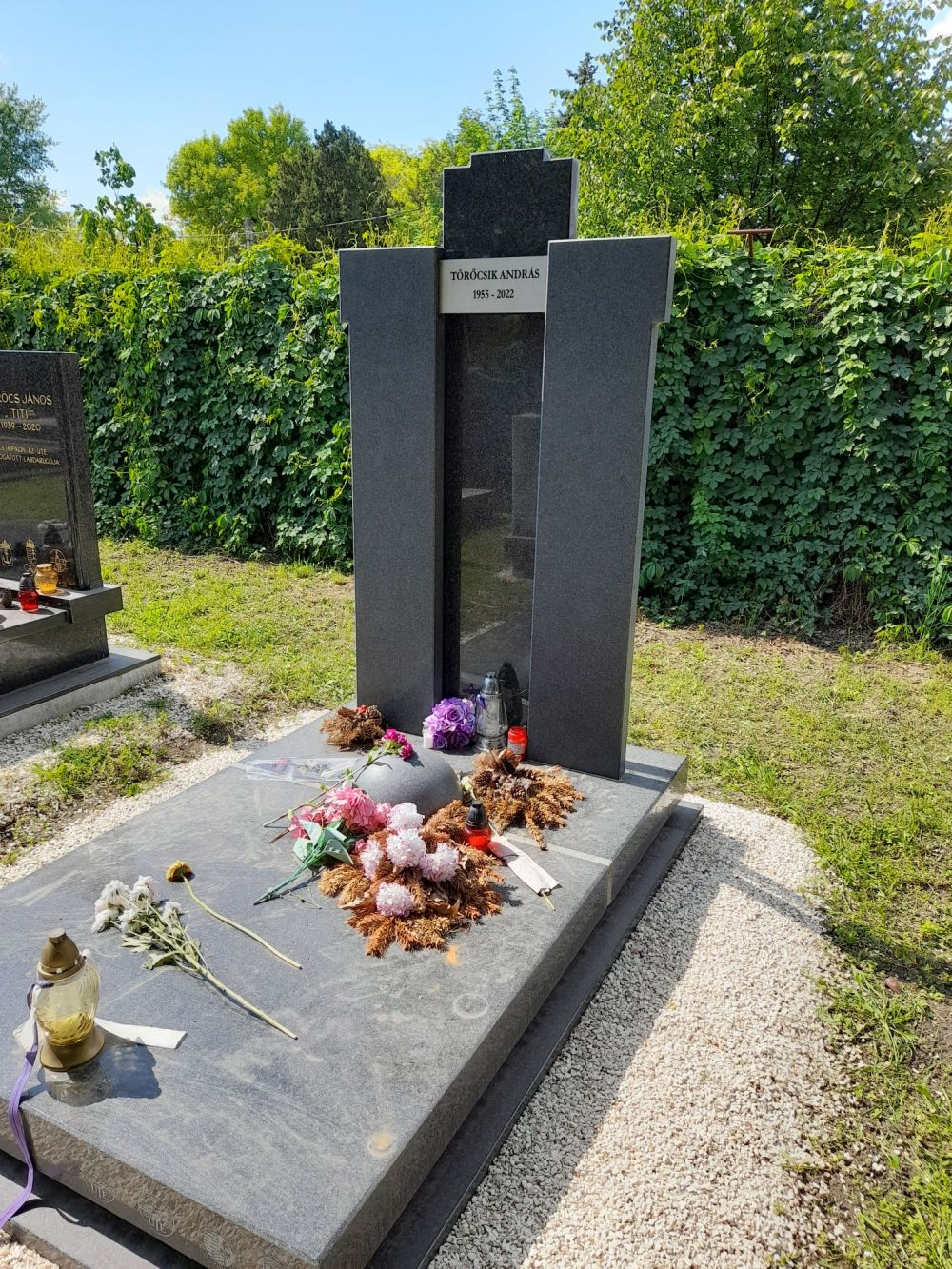
Sírja a Megyeri temetőben